# 羅鎮 (義大利)
羅鎮是位於義大利北部倫巴第大區米蘭廣域市的市镇。靠近米蘭。人口約有51,000人。羅鎮是一個重要的鐵路交通中心。